# Sedbergh
Sedbergh är en stad och en civil parish i Cumbria, England. Orten har 2 765 invånare (2011).